# 巴伯尔斯贝格影视学院
巴伯尔斯贝格影视学院
（全称巴伯尔斯贝格-康拉德·沃尔夫电影大学，
以前也称波茨坦-巴伯尔斯贝格影视学院，德語：，缩写为HFF）是德国国立的艺术与影视学院，位于德国勃兰登堡州波茨坦的城区巴伯尔斯贝格。该校是德国历史最悠久，规模最大的影视学院，是影视学院中唯一具有大学地位的，也是勃兰登堡州唯一一所艺术类高校。

## 历史

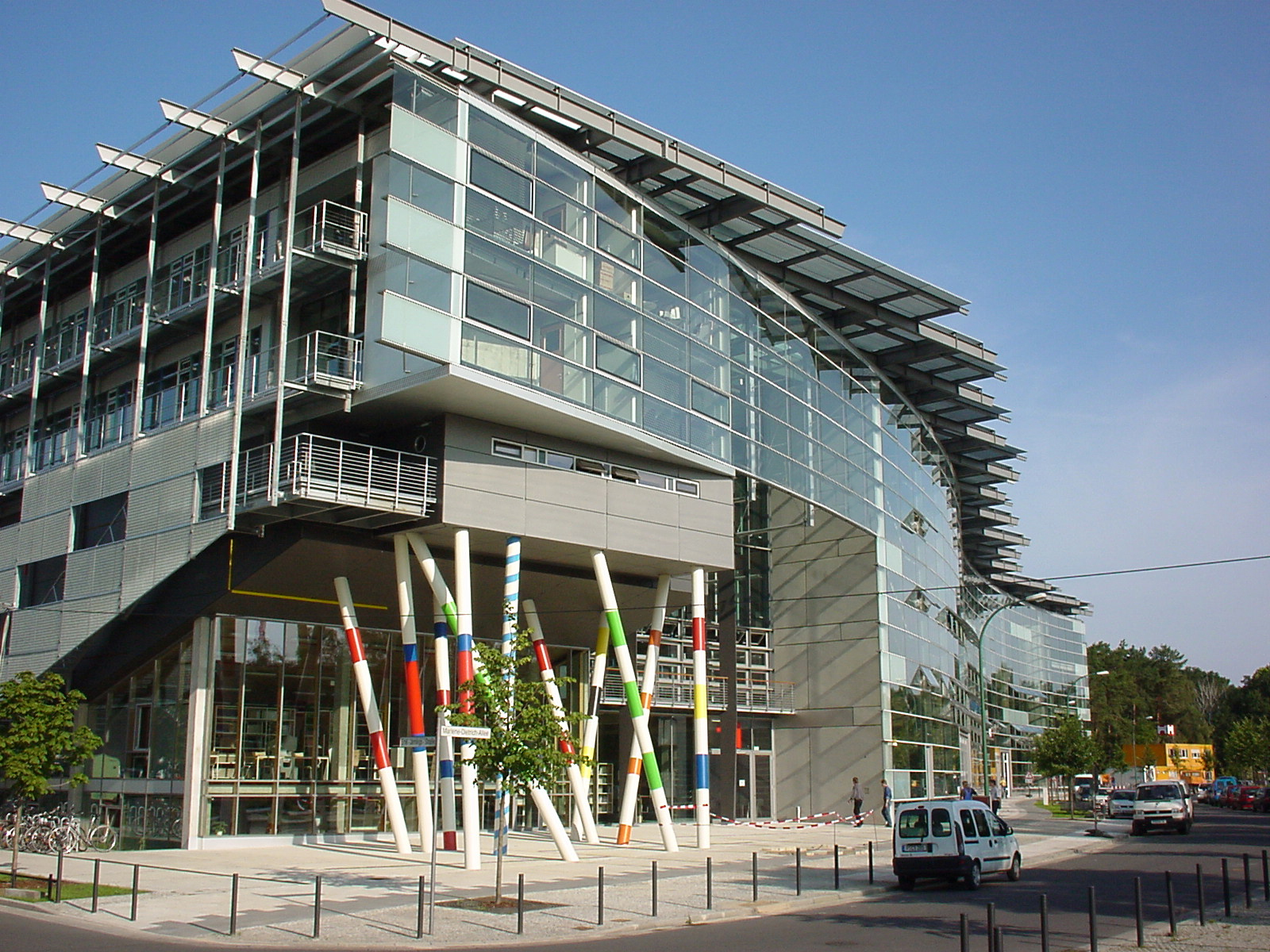
巴伯尔斯贝格影视学院的主楼

巴伯尔斯贝格影视学院于1954年11月1日在波茨坦巴伯尔斯贝格堡建校，最初名为德国电影艺术学院（德語：Deutsche Hochschule für Filmkunst），1969年改名为德意志民主共和国影视学院（德語：Hochschule für Film und Fernsehen der DDR）。1985年，该校校名后加上东德导演康拉德·沃尔夫的名字，1990年校名中去掉人名，改为波茨坦-巴伯尔斯贝格影视学院。2014年，校名改为巴伯尔斯贝格-康拉德·沃尔夫电影大学至今。
2010年10月，该校成立委员会，希望将学院转变为大学，向勃兰登堡州政府提出申请。2014年7月1日，时任勃兰登堡州政府科研与文化部长扎比内·孔斯特宣布该校成为大学。